# Fábrica de Oskar Schindler
La Deutsche Emailwarenfabrik (DEF) (Fábrica Alemana de Esmaltados en español), también conocida como la Fábrica de Oskar Schindler (Fabryka Emalia Oskara Schindlera en polaco), fue una factoría de esmaltados ubicada en Cracovia, Pequeña Polonia, en la calle ul. Lipowa 4 en el distrito de Zabłocie. En el presente, dicha empresa pasó a ser un museo del holocausto.
Anteriormente a que Oskar Schindler comprara los terrenos, hubo la primera empresa de productos metálicos de Pequeña Polonia, inaugurada en 1937.

## Historia

### Fabryka Naczyń Emaliowanych i Wyrobów Blaszanych Rekord
La empresa fue fundada en 1937 por tres trabajadores autónomos de origen judío: Michal Gutman, Izrael Kahn y Wolf Luzer Glajtman (de Będzin, Cracovia y Olkusz respectivamente). La función de la fábrica era la producción de cable, engranajes y acero. Posteriormente construirían una sala de prensado en la que se procesaban las láminas de metal y se realizaba la limpieza de los recipientes en soluciones de ácido sulfúrico para eliminar las impurezas; y un almacén para los esmaltados, donde se aplicaban diferentes capas.
Hasta 1939 se produjeron varios cambios en la dirección y la situación económica empeoró. Con la llegada del nazismo a Polonia se produce la liquidación de la empresa de manera oficial por el Tribunal Regional de Cracovia.

### Oskar Schindler

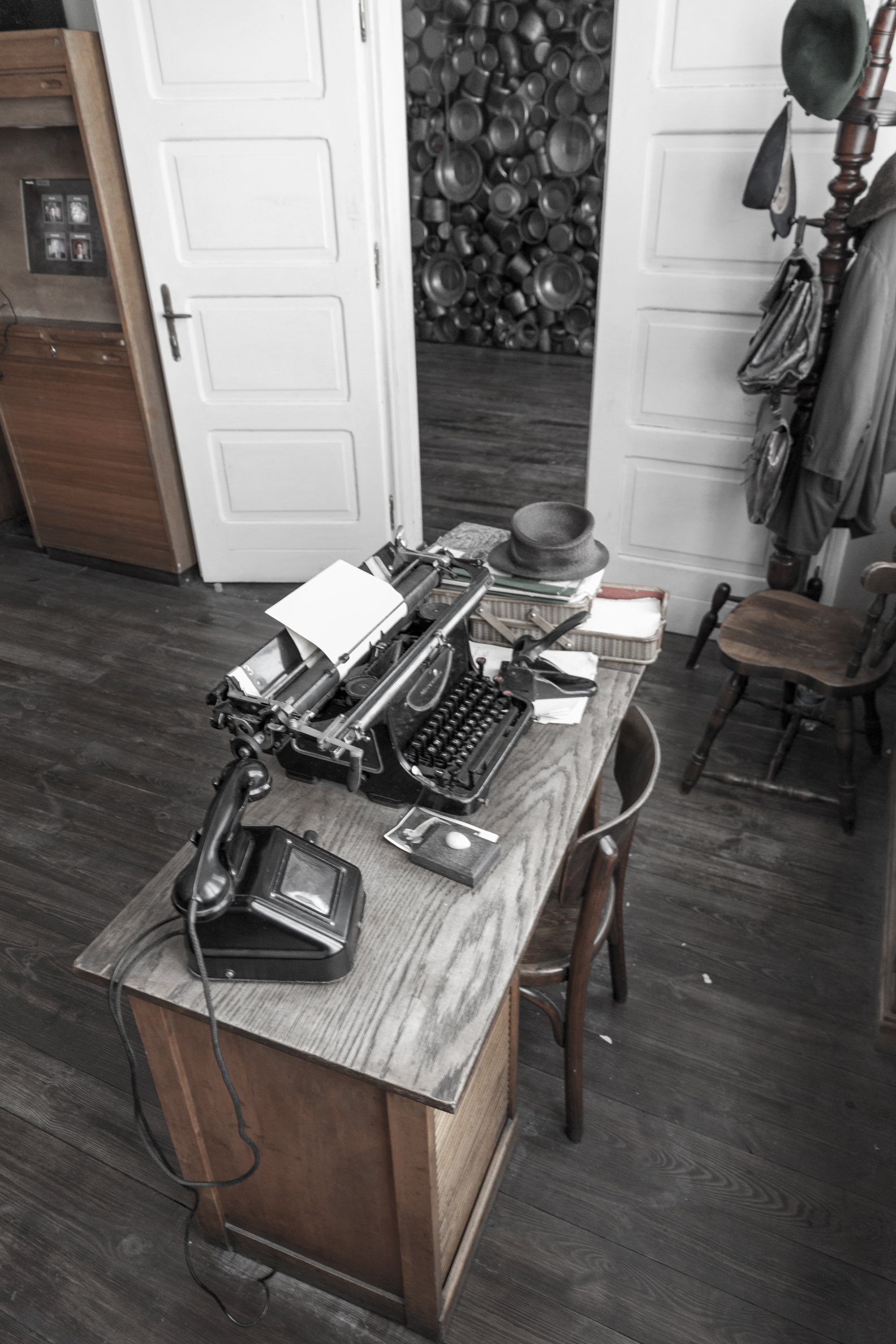
Escritorio de Oskar Schindler

El 1 de septiembre de 1939 el III Reich invade Polonia y estalla la II Guerra Mundial en Europa. Cinco días después los alemanes llegan a Cracovia. Casi al mismo tiempo, Oskar Schindler, un empresario alemán de las Sudetes miembro del NSDAP y agente del Abwehr llega a la mencionada localidad y aprovecha el poder de las fuerzas de ocupación germanas adquiere el establecimiento de productos de cocina alemán de la calle ul. Krakowska, y en noviembre del mismo año adquirió la compañía Rekord donde aparte de esmaltados, se fabricaba munición, esencial para la guerra.
También consiguió construir un subcampo en Płaszów con la premisa de que "sus" judíos tenían contacto directo con los guardias del campo.

#### Lista de Schindler
Los empleados judíos, en aquella época no tenían derecho a nómina, razón por la cual, en la empresa solo había ciudadanos de dicha etnia. En 1944 había aproximadamente 1100 judíos que aparte de trabajar, encontraron donde refugiarse de la persecución nazi. Debido a la situación bélica de entonces, Schindler, junto con su contable Itzhak Stern, redactó una lista donde aparecían sus empleados, los cuales fueron trasladados a Brünnlitz, Protectorado de Bohemia y Moravia (Chequia en el presente). Una vez allí, permanecieron en la fábrica hasta el 8 de mayo de 1945, fecha en la que fueron liberados por el Ejército Rojo.

## Museo

### Postguerra
Una vez terminada la guerra, desde 1948 hasta 2002 la fábrica pasó a manos de Krakowskie Zakłady Elektroniczne Unitra-Telpod, empresa de telecomunicaciones.

### Parte del Museo Histórico de Cracovia
A partir de 2007, el edificio fue transferido al Museo Histórico de Cracovia y en 2010 fue inaugurado como museo relacionado con la ocupación de la ciudad.
Las exposiciones allí presentes se dividen en varias secciones: la guerra a partir de 1939, historia de Cracovia como centro administrativo del Gobierno General, la población judía de entonces, la resistencia polaca y la vida de Oskar Schindler entre otros documentos históricos.